# Rysslands socialdemokratiska parti
För det parti som grundades år 1898 och som 1903 splittrades i en bolsjevik- och mensjevikfraktion, se Rysslands socialdemokratiska arbetareparti.
Rysslands socialdemokratiska parti (SDPR) var ett politiskt parti i Ryssland som grundades i mars år 2000 av Michail Gorbatjov. 
Partiet ville kombinera ekonomisk tillväxt med social välfärd i ett samhälle präglat av öppenhet och demokrati. SDPR hade svårt att nå fram med sitt budskap. 
När nya krav för registrering av politiska partier infördes, bland annat ett krav om att ett parti måste ha 50 000 medlemmar, fick SDPR problem. Den nationella valmyndigheten i Ryssland hävdade att SDPR inte levde upp till de nya kraven, vilket SDPR hävdade. Partiet ogiltigförklarades i april 2007 av högsta domstolen i Ryssland på grund av att det inte hade tillräckligt många medlemmar. I dess ställe bildade Gorbatjov med flera organisationen Socialdemokraternas union i oktober 2007.